# Koprographie
Die Koprographie (von: κόπρος kópros = „[der] Dung“, „[der] Kot“ und altgriechisch γραφή graphḗ, deutsch ‚Schrift‘)  bezeichnet den Drang, „obszöne Wörter zu schreiben oder obszöne Bilder zu malen“
Koprographie ist als neurologisch-psychiatrisches Symptom u. a. beim Tourette-Syndrom bekannt. Die Frage, ob Mozarts Briefe koprographischer Ausdruck eines Tourette-Syndroms waren, wurde unter anderem von Rasmus Fog, Werner Felber, Kirsten Müller-Vahl und Oliver Sacks diskutiert.